# George Cavendish (1810-1880)
Pour les articles homonymes, voir George Cavendish.
George Henry Cavendish (19 août 1810 – 23 septembre 1880, Ashford Hall, Derbyshire) est un noble et homme politique britannique. Il est le second fils de William Cavendish (1783-1812) et Louise O'Callaghan. Il est connu comme George Henry Cavendish jusqu'en 1858, lorsque son frère devient Duc de Devonshire et lui donne le rang de fils d'un duc.

## Biographie
Il remplace son frère aîné, William, en tant que député pour le Nord Derbyshire lorsque ce dernier succède à son père comme comte de Burlington. Cavendish conserve le siège jusqu'à sa mort en 1880.
Il épouse Louisa Lascelles, fille de Henry Lascelles (2e comte de Harewood) le 4 juillet 1835 et a six enfants:
- Henry George Cavendish (24 mai 1836 – 9 novembre 1865)
- Alice Louisa Cavendish (Londres, 18 juillet 1837 – 28 mars 1905), marié à Algernon Egerton
- James Charles Cavendish (Londres, 15 novembre 1838 – 12 juillet 1918)
- Arthur Cavendish (12 décembre 1841 – 13 mars 1858)
- Walter Frederick Cavendish (6 novembre 1844 – 26 novembre 1866)
- Susan Henrietta Cavendish (Londres, 29 juillet 1846 – 16 octobre 1909, Cromer), épouse Henry Brand (2e vicomte Hampden)

Il lève le 9e corps de volontaires du Derbyshire, le 28 février 1860 lors de l'enthousiasme pour le mouvement Volontaire. Cela devient plus tard une partie du 3e Bataillon de volontaires du Derbyshire. Il prend sa retraite et devient colonel honoraire de l'unité en 1867. Plus tard, il est commandé par son fils, James Charles Cavendish.